# Meizodon regularis
Espèce
Synonymes
- Coronella (Mizodon [sic]) regularis Fischer, 1883: 15
- Coronella coronata Schmidt, 1923: 87 (fide Schätti, 1985)
- Coronella elegans Jan, G.A. 1863[1]
- Meizodon regularis Broadley, 1998
- Meizodon regularis Chirio & Ineich, 2006

Meizodon regularis est une espèce de serpents de la famille des Colubridae.

## Répartition
Cette espèce se rencontre :
- au Bénin ;
- au Cameroun ;
- en Éthiopie ;
- dans l'ouest du Kenya ;
- dans le centre et le Nord de la République démocratique du Congo ;
- en République centrafricaine.

## Publications originales
- Fischer, 1856 : Neue Schlangen des Hamburgischen Naturhistorischen Museums. Abhandlungen aus dem Gebiete der Naturwissenschaften, vol. 3, n. 4, p. 79-116 (texte intégral).
- Schmidt, 1923 : Contributions to the herpetology of the Belgian Congo based on the collection of the American Museum Congo Expedition, 1909-1915. Part II. Snakes, with field notes by Herbert Lang and James P. Chapin. Bulletin of the American Museum of Natural History, vol. 49, n. 1, p. 1-146 (texte intégral).